# Джадд Трамп
Джадд Трамп (англ. Judd Trump) (нар. 20 серпня 1989 року) — англійський професійний гравець у снукер з Бристоля.

## Коротка біографія і перелік досягнень[1]
На даний час (2024 рік) Джадд виграв у кар'єрі загалом 30 рейтингових турнірів. Це ставить Трампа на 4 місце в списку всіх переможців рейтингових турнірів після Ронні О'Саллівана (37), Стівена Хендрі (36) і Джона Гіггінса (31).
Трамп став професіоналом у 2005 році у віці 16 років, дебютував на Чемпіонаті світу зі снукеру в Крусіблі у 2007 році.
У 2011 році Джадд здобув свій перший рейтинговий титул на Відкритому чемпіонаті Китаю (China Open) і вийшов у перший фінал чемпіонату світу, який програв Джону Гіггінсу з рахунком 15-18.
Наступного сезону, але ще в 2011 році, Трамп здобув свій перший титул Потрійної Корони, вигравши Чемпіонат Великої Британії. У фіналі був обіграний Марк Аллен із рахунком 10-8.
Хоча Трамп і виграв вісім рейтингових титулів до кінця сезону 2017–2018, але багато аналітиків у снукері вважали, що він, не зважаючи на весь свій талант, досі ще повністю не розкрився як топовий гравець.
У сезоні 2018–2019 його форма Трампа помітно покращилися. Він виграв рейтингові титули на Nothern Ireland Open та World Grand Prix, а також виграв свій перший Мастерс, перемігши Ронні О'Саллівана з рахунком 10–4 у фіналі.
На Чемпіонаті світу 2019 року Джадд здобув Потрійну корону і свій перший титул чемпіона, перемігши Джона Гіггінса 18–9 у фіналі, в якому фіналісти зробили 11 сенчурі-брейків на двох. Після перемоги на чемпіонаті світу він став першим гравцем, який за один сезон виграв понад 1 млн. фунтів стерлінгів.
Протягом сезону 2019–2020 Трамп установив новий рекорд, вигравши шість рейтингових титулів за один сезон. У сезоні 2020–2021 років він виграв п’ять рейтингових турнірів.
Трамп зробив понад 1000 сенчурі-брейків у професійних турнірах, що робить його третім гравцем, який досяг цієї позначки. У сезоні 2019–20 він став другим гравцем (після Ніла Робертсона), який за один сезон досяг показника в 100 сенчурі.
У січні 2023 року здобув свою другу перемогу на престижному турнірі Мастерс, перемігши в фіналі Марка Вільямса 10-8. У жовтні 2023 року переміг на трьох турнірах поспіль: спочатку в фіналі English Open обіграв Чжана Аньду 9-7, потім у фіналі Wuhan Open переміг Алі Картера 10-7, а потім у фіналі Northern Ireland Open взяв гору над Крісом Вейкеліном 9-3.
У 2024 році переміг на German Masters (у фіналі переграв Си Джаху 10-5), на World Open (у фіналі переміг Діна Джуньху 10-4) і на Шанхай Мастерс (у фіналі обіграф Шона Мерфі 11-5). На початку нового сезону переміг Марка Вільямса 10-9 в драматичному фіналі Saudi Arabia Snooker Masters. Зробив свій тисячний сотенний брейк у матчі проти Марка Аллена на Britsh Open. Переміг на турнірі Потрійної Корони UK Championship, у фіналі здолав Баррі Гокінса 10-8.

## Особисте життя
Перебував у стосунках із Хадіджа Місра (із 2015 до 2018 року). Із 2024 року перебуває у стосунках із фігуристкою та телеведучою з Гонконгу Мейсі Ма.
Довгий час проблеми із зором не давали Трампу вповні проявити себе в снукері. Лише після лазерної корекції у 2017 році до нього прийшли справжні успіхи.